# William Vogt
William Vogt (Mineola (New York), 15 mei 1902 – 11 juli 1968) was een Amerikaans ecoloog en ornitholoog, met sterke belangstelling in zowel het draagvlak van volken als de bevolkingscontrole. Hij schreef de bestseller Road to Survival (1948) en diende als nationaal directeur van de Planned Parenthood Federation en secretaris van de Conservation Foundation.

## Biografie
William Vogt werd geboren in Mineola (New York). Na in 1925 cum laude te zijn afgestudeerd aan St. Stephens (sinds 1934 Bard College geheten), was hij onder andere een vroege tegenstander van de drainage van moerassen voor bestrijding van muskieten. Later nam hij ook een aantal functies in die hem de gelegenheid boden om zijn interesse in vogels en het milieu te verdiepen. 
In 1942 werd hij onderdirecteur van het Directoraat van Wetenschap en Onderwijs van de Dienst van de  Coördinator van Inter-Amerikaanse Aangelegenheden. Later fungeerde hij als Hoofd van de conservatie sectie van de Pan American Union, waardoor hij de gelegenheid kreeg de relatie tussen klimaat, de bevolking en de hulpbronnen in verscheiden Latijns-Amerikaanse landen te bestuderen. 
Deze ervaringen vormden de achtergrond voor het perspectief dat hij later uitwerkte in zijn Road to Survival (1948), een boek gemotiveerd door zijn sterke geloof dat de toen actuele trends in vruchtbaarheid en economische groei op snelle wijze het milieu en de kwaliteit van leven van toekomstige generaties ondermijnden. Vogts belangrijkste bijdrage was dat hij problemen van overbevolking en het milieuprobleem met elkaar verbond. En ook dat hij – op grond van zijn inzicht in het probleem van overbevolking – er luid en duidelijk voor waarschuwde dat de huidige trends zouden leiden tot oorlogen, hongersnood, epidemieën en maatschappelijke ineenstorting.
Na de publicatie van Road to Survival besteedde hij veel activiteiten aan de zaak van de overbevolking. Van 1951 tot 1962 fungeerde hij als nationaal directeur van de Planned Parenthood Federation of America. In 1964 werd hij de secretaris Conservation Foundation. Hij diende ook als  vertegenwoordiger van de Internationale Unie voor het Behoud van Natuur en Natuurlijke bronnen van de Verenigde Naties tot zijn dood. "Op de dag van zijn overlijden op 11 juli 1968, werd hij herdacht vanwege de uitdagende vragen die hij had durven stellen, alsmede voor het "aan de orde stellen van een onderwerp dat te lang verhuld was gebleven in een meningsverschil".

## Nalatenschap
Road to Survival was een invloedrijke bestseller. Het boek had grote invloed op een malthusiaanse wederopstanding in de jaren vijftig en zestig  van de vorige eeuw.
Volgens de schrijver Charles Mann ontwikkelde Vogt de basale ideeën voor de moderne milieubeweging. In het bijzonder legde hij het fundament voor wat bevolkingsonderzoeker Betsy Hartman het apocalyptische milieu-idealisme noemde, het geloof dat het globale ecosysteem zou worden vernietigd tenzij de mensheid de consumptie drastisch reduceert en de bevolkingsgroei aanzienlijk beperkt. 
In populaire boeken en bevlogen toespraken droeg Vogt uit dat rijkdom niet onze grootste prestatie is, maar ons grootste probleem is. "Als wij doorgaan met meer te nemen dan de Aarde kan geven, zal het onvermijdelijke  resultaat een verwoesting op wereldschaal zijn", zei hei. "Doe 'n stap terug! Doe 'n stap terug! Doe 'n stap terug!", luidde zijn mantra..

## Onderscheidingen
In 1948 werd hij onderscheiden met de Mary Soper Pope Memorial Award in plantkunde.